# Agostin Barbarigo
Agostino Barbarigo lub Agostin Barbarigo (ur. ok. 1420 – zm. 20 września 1501) – doża Wenecji od 28 sierpnia 1486 do 20 września 1501. W czasie jego panowania, w 1489 roku Wenecja opanowała Cypr.